# Jonas Wohlfarth-Bottermann
Jonas Wohlfarth-Bottermann, né le 20 février 1990, à Bonn, en Allemagne, est un joueur allemand de basket-ball. Il évolue au poste de pivot.

## Palmarès
- Troisième au Championnat d'Europe 2022
- Coupe d'Allemagne 2014, 2016
- Supercoupe d'Allemagne 2013, 2014
- Champion d'Allemagne D2 2010
- Meilleur contreur de l'EuroChallenge 2013